# 미쓰코시

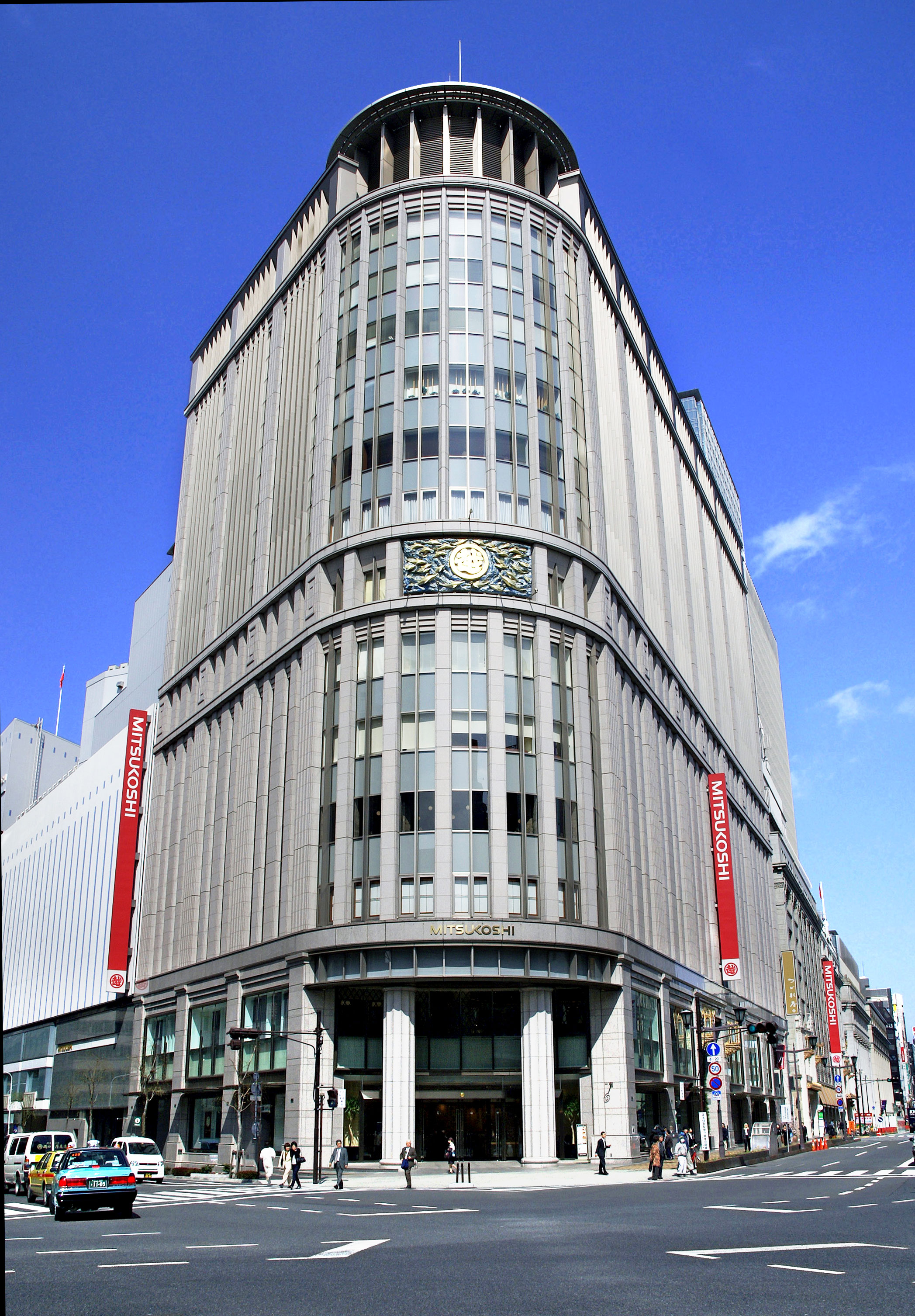
니혼바시 미쓰코시 본점 신관

주식회사 미쓰코시(일본어: 株式会社三越, 영어: Mitsukoshi)는 1673년 에치고야(越後屋)라는 이름의 상호로 출발한 일본 최초의 백화점(1904년 개칭)으로 도쿄에 본부를 두고 있으며, 중국, 홍콩, 대만, 미국, 영국 등 여러 국가에서 영업하여 국제백화점 체인을 형성하고 있다.
미쓰코시 백화점은 세계 최초로 정찰제를 실시한 에치고 포목점을 기원으로 한 백화점으로 일본에서 가장 오랜 역사를 가지고 있다.
대한민국 서울에 있는 신세계백화점은 1930년 개점한 미쓰코시 경성점이 효시이다. 또한 일본의 3대 재벌인 미쓰이 그룹의 원류이기도 하다.
지금은 후발주자인 이세탄 백화점에 합병되었다.